# Geranomyia brunnescens
Geranomyia brunnescens är en tvåvingeart som beskrevs av de Meijere 1916. Geranomyia brunnescens ingår i släktet Geranomyia och familjen småharkrankar. Inga underarter finns listade i Catalogue of Life.